# Diego López V de Haro
Pour les articles homonymes, voir Diego López et López.
Diego López V de Haro (1250-1310) est un militaire espagnol. Surnommé el Intruso, il est le fils de Diego López III de Haro et Constanza Bearne et frère de Lope Díaz III de Haro. Il a été seigneur de Biscaye (Vizcaya en espagnol, Bizkaia en basque) entre 1295 et 1310.
Le 25 avril 1295 meurt don Sanche le Brave et, profitant des troubles de la Cour dans la minorité de Ferdinand IV, Diego López de Haro entre à Biscaye et la prend sans résistance, sans que puisse s'opposer la dame légitime de Biscaye, María Díaz Ier de Haro, parce que son mari, l'infant don Juan, se trouvait encore en prison depuis la catastrophe d'Alfaro (où mourra Lope Díaz III de Haro).
L'infant don Juan étant libre, il tente d'obtenir que lui soit restitué la seigneurie et ne l'obtenant pas, s'unit à d'autres mécontents, pour combattre la reine régente María de Molina, défendue par Diego López V de Haro.
Diego López de Haro a accordé au village maritime de Bilbao le titre de ville le 15 juin 1300.
En mars 1307, Diego López arrive à un accord avec María Díaz de Haro pour que celle-ci soit son successeur à son décès.
Comme la guerre contre les Maures continuait, Diego López de Haro accompagnait le roi Ferdinand IV, pendant le siège d'Algésiras, où Diego mourut durant les premiers jours de janvier 1310.
Son fils Lópe Díaz essaiera d'accéder à la seigneurie après le décès de son père.